# Protarchaeopteryx robusta
Protarchaeopteryx robusta és una espècie de dinosaure teròpode oviraptorosaure, que va viure a mitjan període Cretaci, fa aproximadament 124 milions d'anys, en l'Aptià, en allò que avui en dia és Àsia.
De la grandària d'un gall dindi, tenia plomes ben desenvolupades en la seva curta cua i altres simètriques en les seves extremitats davanteres, que eren llargues i lleugeres. Els seus ossos eren buits, com en les aus modernes, i tenia una fúrcula. Sembla ser un dels membres més primitius del grup Oviraptorosauria, i les seves grans dents incisives suggereixen que estava estretament emparentat amb l'incisivosaure, o fins i tot que es tractés del mateix gènere. Probablement era herbívor o omnívor. També posseïa un bec incipient, potes aptes per a la velocitat i cap allargat. Feia 1 metre de longitud i 70 centímetres d'altura.
Protarchaeopteryx és conegut per restes fòssils trobades en la Formació de Yixian, a la Xina, i va viure en el període Cretaci Inferior. Probablement és un animal més primitiu que els arqueòpterix, la qual cosa el converteix en un teròpode no aviari i no en una veritable au. A causa del fet que les aus modernes amb plomes simètriques no poden volar i que l'estructura esquelètica del Protoarchaeopteryx no hagués suportat el vol amb aleteig, se suposa que es tractava d'animals terrestres.